# Língua shimaore
O comoriano maore, ou shimaore (em francês Mahorais) é uma das duas línguas nativas faladas no departamento ultramarino francês de Maiote, que faz parte do arquipélago das Comores. A língua é também classificada como um dialeto da língua comoriana, enquanto que a outra língua do departamento, o bushi é um idioma malaio-polinésio originário de Madagascar. Historicamente as vilas de Mayotte onde se falam essas duas línguas foram claramente identificadas, mas o shimaore é de "de facto" a língua franca nativa de uso quotidiano, pois a população falante de shimaore é maior. Somente o shimaore se faz presente em programas locais de televisão (Réseau France Outre-mer – RFO).

## Falantes
O Censo de 2002 registrou 80.140 falantes da língua em Mayotte , aos quais devem se adicionar os falantes Shimaore que não viem na ilha, os quais estão principalmente na França. Há ainda cerca de 20 mil falantes do Comoriano em Madagascar, dentre os quais há falantes também de Shimaore. Desses falantes há registros de que  37.840 leem e escrevem a língua, um dado a se duvidar. pois há poucos anos a línguas nem existia na forma escrita.
Sob uma perspectiva sócio-linguÍstica, a língua francesa tende a ser vista pela maioria dos falantes de Shimaore como uma língua de maior prestígio cultura, o que leva muitos dos Mahores a preferir que a educação de seus filhos seja toda em francês. Isso coloca muita pressão no sentido da extinção da língua em um futuro próximo se nada for feito para evitar isso.
Mesmo sendo o francês a língua oficial de Mayotte, a língua shimaore vem sendo ensinada nas escolas mahoranas desde um projeto piloto de 2004. Como tem ocorrido em muitos territórios franceses onde línguas locais têm sido ensinadas em escolas, isso levou a tensões entre defensores de uma educação com foco francês contra os que têm uma visão voltada à valorização da diversidade.  A situação do Shimaore nesse aspecto difere do que ocorre em outras áreas da França (como na Bretanha) pois a língua em Mayotte é falada pela grande maioria da população. O projeto para promover o Shimaore se inspirou em similar atitude com relação à língua suaíle nos países da África Oriental.
Mayotte tem um território pouco extenso, mas frequente contatos entre as diversas vilas somente passaram a ocorrer entre os anos 70 e 80 do século passado. Ainda recentemente havia significativas r na língua falada no leste e no oeste da ilha, entre cidades grandes como Mamoudzou e vilas mais remotas, em especial em aspectos fonéticos. Como exemplo temos a palavra  u-la (comer), que é assim pronunciada nas cidades maiores por causa de uma marca de yogurt de nome similar, mas pronunciada u-dja em outras partes da ilha.

## Ortografia
Em Mayotte, Shimaorei foi por muito tempo escrita com o alfabeto latino em sua forma da língua francesa. Em 22 de fevereiro de 2006, o Conseil de la Culture, de l'Education et de l'Environnement de Mayotte apresentou um alfabeto oficial com base no latino desenvolvido pela Association ShiMé. Esse não tem  as letras c, q, x  mas com a adição de três letras: ɓ, ɗ, v̄.
| A a     | B b | Ɓ ɓ Implosiva | D d | Ɗ ɗ Implosiva | E e | F f | G g | H h | I i | J j | K k | L l | M m | N n | O o | P p | R r | S s | T t | U u | V v | V̅ v̄ | W w | Y y | Z z |     |
| Som IPA | /a/ | /b/           | /ɓ/ | /d/           | /ɗ/ | /e/ | /f/ | /ɡ/ | /h/ | /i/ | /ʒ/ | /k/ | /l/ | /m/ | /n/ | /o/ | /p/ | /r/ | /s/ | /t/ | /u/ | /v/ | /β/ | /w/ | /j/ | /z/ |